# Nils Roll-Hansen
Nils Roll-Hansen (né en 1938) est un historien et philosophe de la biologie des XIXe et XXe siècles à l'Université d'Oslo. Il est l'auteur de quatre livres et de nombreux articles académiques . Son livre The Lyssenko Effect est salué dans Nature. Il est membre de l'Académie norvégienne des sciences et des lettres.

## Livres
- The Lysenko Effect: The Politics Of Science . (Humanity Books, décembre 2004) (ISBN 1-59102-262-2)
- (co-auteur Gunnar Broberg), Eugenics And the Welfare State: Sterilization Policy in Demark, Sweden, Norway, and Finland (Uppsala Studies in History of Science, Nov 2005)
- Reductionism in biological research: Three historical case studies . (1979)
- Forskningens frihet og nødvendighet : Pasteurs teorier i vekst og forfall (Fakkel-bøkene)